# Ombre et Lumière (Stargate Universe)
Pour les articles homonymes, voir Ombre et Lumière et Light.
Ombre et lumière est un double épisode de la première saison de la série télévisée Stargate Universe. Il s'agit de l'épisode numéro 4 et 5.

## Résumé

### Première partie
Tout le monde commence à s'établir à bord du Destinée. Eli commence, à l'aide des Kino, des enregistrements de courts messages vidéo de l'équipage, au cas où ils n’arriveraient pas à survivre. Dans l'impossibilité d'obtenir la coopération de Rush, Young essaye de lui envoyer le docteur Dale Volker, astrophysicien, pour collaborer, voire le surveiller. Le fort tempérament de Rush ainsi que son épuisement font qu’il rejette méchamment toute aide : il expulse Volker sans ménagement. Lorsque Young revient voir Rush à la suite de cet incident, le vaisseau cesse brutalement de fonctionner, laissant uniquement les systèmes de survie en route. Rush, sur un ton de plus en plus frénétique et agressif, explique que la tentative d'établir le contact avec la Terre via la Porte, dans le pilote, a consommé la plupart des réserves d'énergie du vaisseau, qui étaient déjà faibles même en incluant les réserves de secours, et qu'ils sont condamnés, à plus ou moins court terme. Au beau milieu de sa diatribe, il fait une crise de nerfs, et s’évanouit.
Young, après avoir avisé l'équipage et les passagers de cesser d'allumer des systèmes par simple curiosité, utilise les pierres de communication pour rapporter cette situation à la Terre. Pendant ce temps, seuls les gens travaillant à tenter de récupérer un peu d'énergie de la dernière navette fonctionnelle (sur la suggestion d'Eli Wallace) sont autorisés à actionner des interrupteurs. Telford permute à la place de Young, et est consterné par la mauvaise gestion de la situation de la part du colonel. Young revient dans son corps après avoir parlé à sa femme. Celle-ci questionne la sincérité de l'amour de son mari pour avoir accepté cette autre mission.
L’équipage a constaté qu'après leur sortie de vitesse PRL, et par une coïncidence presqu'infiniment improbable, le vaisseau se situe à la limite d'un système stellaire qui possède trois planètes dans sa zone habitable. Le Destinée se dirige vers une géante gazeuse, sur une trajectoire qui les feront passer dans les couches supérieures de son atmosphère dans une manœuvre d'aérofreinage. Cette manœuvre devrait les rediriger vers l'intérieur du système et les orbites de ces planètes. Toutefois, cette manœuvre semble excessive et le vaisseau apparaît avoir été plutôt redirigé directement vers l'étoile centrale du système.

### Deuxième partie
Le Destinée se dirige toujours vers une étoile et l'atteindra d'ici peu. La navette est le seul moyen pour quitter le vaisseau et rejoindre l'une des planètes potentiellement habitables, mais elle ne peut emporter que 17 personnes. Le colonel Young décide donc de tirer au sort 15 noms, les 2 autres personnes étant désignées par lui-même (en raison des compétences nécessaires au pilotage et à la survie). Par souci de neutralité, il se retire volontairement du tirage. Un peu plus tard, Camile Wray demande au colonel de revenir sur sa décision et de nommer lui-même toutes les personnes mais elle ne pense en réalité qu'à elle-même.
L'ensemble de l'équipage est résigné. Eli décide d'envoyer un kino dans l'espace comme un message dans une bouteille. Rush annonce au colonel qu'il renonce aussi à participer au tirage et lui demande quels sont les deux noms retenus par le militaire. Young lui répond qu'il a choisi Matthew Scott pour le pilotage de la navette et Tamara Johansen pour ses connaissances médicales. Rush lui suggère alors de saboter le tirage mais Young s'y refuse.
Tout le monde attend dans la salle de la porte le déroulement du tirage. Les personnes dont les noms sont prononcés doivent monter immédiatement pour rejoindre la navette. Parmi le 15 noms tirés au sort : le soldat Darren Becker, David Walters, Camile Wray, le lieutenant Vanessa James, le Dr Lisa Park, Adam Brody, le Sergent Hunter Riley (à qui Eli remet le kino pour le larguer dans l'espace) et le Dr Bone. Le soldat Spencer proteste en disant qu'il y a plus de place dans la navette mais Greer l'assomme avec la crosse de son arme.
Scott fait décoller la navette, le kino retransmet les images et pour la première fois les occupant du Destinée voient leur vaisseau de l'extérieur. Puis tout le monde attend la fin : certains jouent aux cartes, d'autres prient.
Il est plus de minuit à bord de la navette lorsque Riley se rend compte que c'est son anniversaire. Sur le Destinée, c'est un véritable coup de théâtre, le vaisseau est encore entier alors qu'il aurait dû exploser il y a longtemps et l'énergie revient progressivement. Rush découvre alors que ce n'est pas un hasard : le vaisseau puise directement son énergie de l'étoile ! Dès que les communications reviennent, Young contacte la navette et ordonne son retour. Mais un problème se pose : il est impossible de rejoindre le Destinée car ce dernier va trop vite. Grâce aux calculs effectués par Eli, Scott entame une manœuvre autour de la planète pour se servir de la force gravitationnelle et accélérer. Tant bien que mal, Scott finit par s'arrimer au vaisseau.

## Distribution
- Robert Carlyle : Dr Nicholas Rush
- Justin Louis : Everett Young
- Brian J. Smith : Matthew Scott
- Elyse Levesque : Chloe Armstrong
- David Blue : Eli Wallace
- Alaina Huffman : Tamara Johansen
- Jamil Walker Smith : Ronald Greer
- Ming-Na : Camile Wray
- Peter Kelamis : Adam Brody
- Mark Burgess : Jeremy Franklin
- Lou Diamond Phillips : Colonel David Telford
- Jennifer Spence : Lisa Park
- Julia Anderson : Vanessa James
- Haig Sutherland : Sergent Riley
- Josh Blacker : Spencer
- Jeffrey Bowyer-Chapman : Darren Becker

## Production

### Conception
L'épisode s’appelait initialement « Fire » et était un épisode unique. Les producteurs ont décidé d’en faire un épisode en deux parties, car l'épisode d'origine prenait 20 minutes de plus que les épisodes habituels.

### Tournage
L’épisode a été tourné sur le 2e et 4e plateau du Bridge Studios pour les scènes à l'intérieur du Destinée, tandis que les scènes sur Terre ont été filmées hors studio avec Ona Grauer jouant Emily Young, l’épouse d'Everett Young.
On peut apercevoir Peter DeLuise faisant un caméo au moment où le Colonel Telford prend sa relève des pierres de communication.

## Réception

### Audiences
Darkness a été suivi par un total de 2,099 millions de téléspectateurs américains, faisant de lui, le deuxième programme le plus regardé sur Syfy, après Ghost Hunters. L'audience de l'épisode a chuté de 14 % par rapport à l'épisode précédent, Air (3e partie). Sur Sky1, au Royaume-Uni, l'épisode a été regardé par 635 000 téléspectateurs au total.

### Récompenses et nominations
La deuxième partie (light en Anglais) a été nommée Gemini Awards dans les catégories de la meilleure prise de vue pour Jim Menard et meilleure bande-son originale pour Joel Goldsmith. Les résultats seront donnés lors de la cérémonie le 13 novembre 2010.